# 歐洲監察使
歐洲監察使（英語：European Ombudsman），為歐洲聯盟中的申訴專員，在法国斯特拉斯堡和比利时布鲁塞尔设有办事处。

## 歷史
歐洲監察使是由馬斯垂克條約所創設，於1995年時，芬蘭的雅各布·瑟德曼被議會選為第一任歐洲監察使。當今的歐洲監察使為愛爾蘭的埃米莉·奥赖利，其於2013年10月1日就任。

## 派任
歐洲監察使是由歐洲議會所派認。其任期係由歐洲議會指定，但得以連任。不過，歐洲監察使可以被歐洲法院解職，當該監察使不再具有達成其職務所需要的能力，或是其有嚴重失職的情形時，歐洲法院可以將其解職。（歐洲聯盟運作條約第228條）

## 職權
任何歐盟的公民都可以管理不善、違法行政、不公平、歧視、權力濫用、不回覆、拒絕提供資訊、不合理的延遲等理由向歐洲監察使申訴，要求其調查任何隸屬歐盟之機關。不過，歐洲監察使並不能夠對歐盟法院司法權限內之事項進行調查，另外，也不能對某國或地區的行政部門或司法部門、私人或公司進行調查，即便其可能涉及歐盟法律亦同。
歐洲監察使也沒有強迫其調查的對象遵守其所做出的決定之權力，不過，到目前為止，就其決定遵從的程度相當高。歐洲監察使必須要仰賴誠信和宣傳的力量，使其決定可以獲得遵從。

## 案例
基於歐洲聯盟條約，歐盟公民皆有向歐洲監察使申訴的權利。(Article 20:2d TFEU)每年歐洲監察始都會收到大約三千至四千件申訴，這些案件中，60%到70%與歐盟委員會有關，12%和歐洲人事遴選辦公室（European Personnel Selection Office）相關，另外有9%左右的申訴案件則與歐盟反貪污署（European Anti-fraud Office）有關。

## 外部連結
- Template:Official webiste
- Election of the European Ombudsman，歐洲議會
- EOI - European Ombudsman Institute （页面存档备份，存于） EOI - European Ombudsman Institute
- The European Ombudsman （页面存档备份，存于） European Navigator